# St. Rochus (Egg an der Günz)

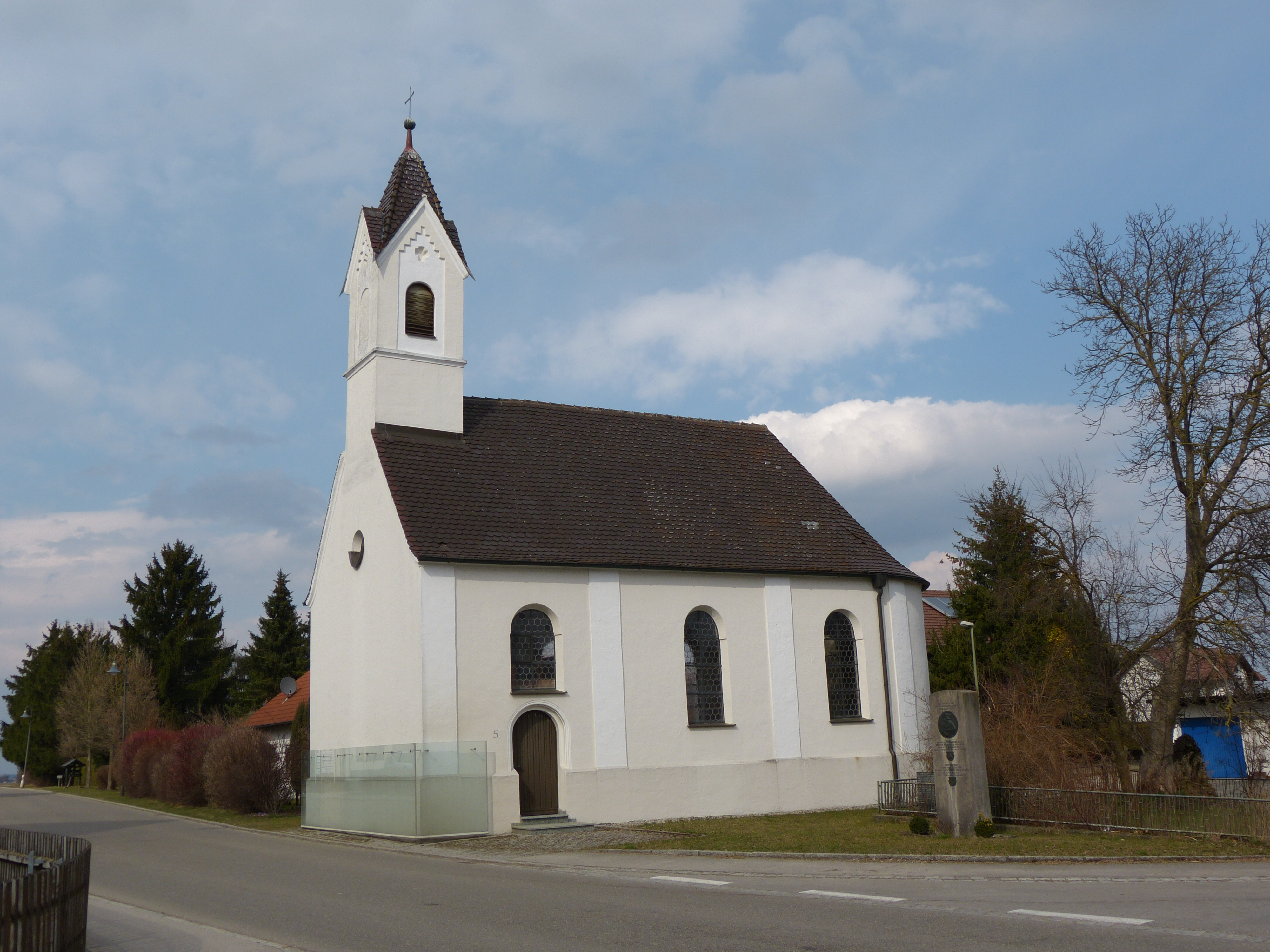
St. Rochus in Egg an der Günz

Die römisch-katholische Kapelle St. Rochus befindet sich in Egg an der Günz im Landkreis Unterallgäu in Bayern. Die Kapelle steht unter Denkmalschutz.

## Baubeschreibung und Geschichte
Die Kapelle stammt im Kern aus dem 16. oder 17. Jahrhundert. Im Jahr 1738 wurde die Kapelle erneuert und erweitert. Der Kapellenbau ist ein einschiffiges Gebäude mit drei Achsen und einem halbrunden Schluss. Außen ist die Kapelle mit Lisenen gegliedert. Die Kapelle verfügt über einen Dachreiter aus dem 19. Jahrhundert und ist mit einem Zeltdach gedeckt.

## Innenausstattung
Die Ausstattung der Kapelle ist zum Großteil modern. Es befinden sich mehrere gefasste Holzfiguren in der Kapelle. Dies sind eine stehende Muttergottes aus dem späten 15. Jahrhundert, aus der Werkstatt Ivo Strigels stammend, sowie ein Christus im Kerker und die Figur des hl. Rochus beide aus dem zweiten Viertel des 18. Jahrhunderts.